# Rue de la Cure
La rue de la Cure est une voie publique du 16e arrondissement de Paris, en France.

## Situation et accès
Cette rue, large de 6 mètres et longue de 118 mètres, commence avenue Mozart, au no 64 à son début, et termine à la rue de l'Yvette, au no 2. C'est une rue essentiellement résidentielle qui ne comporte aucun commerce. Les plus proches sont situés avenue Mozart. Elle comprend 20 numéros. Elle est en sens unique de son début à sa fin et ne comprend aucune place de stationnement.

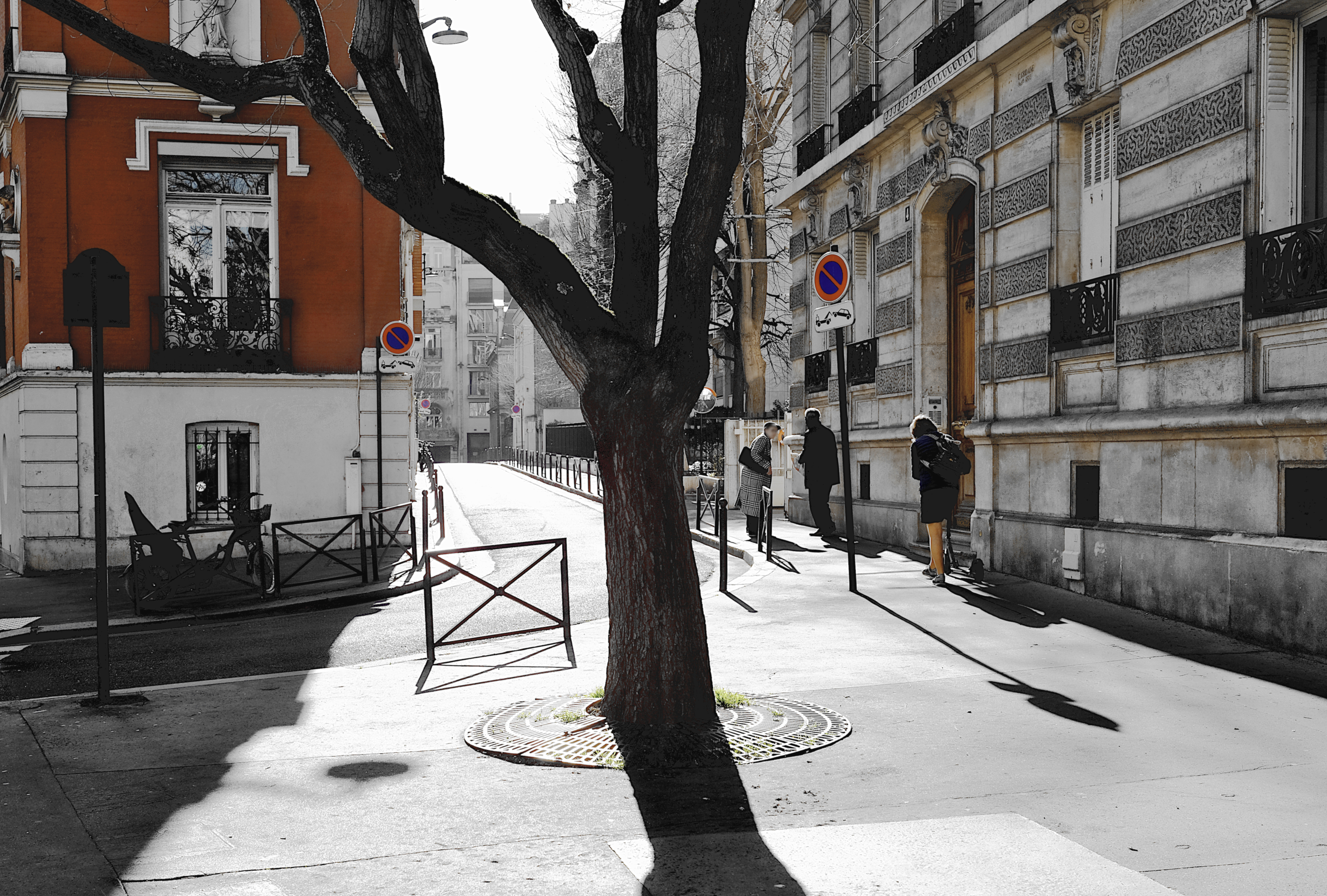
La rue vue depuis l'avenue Mozart.
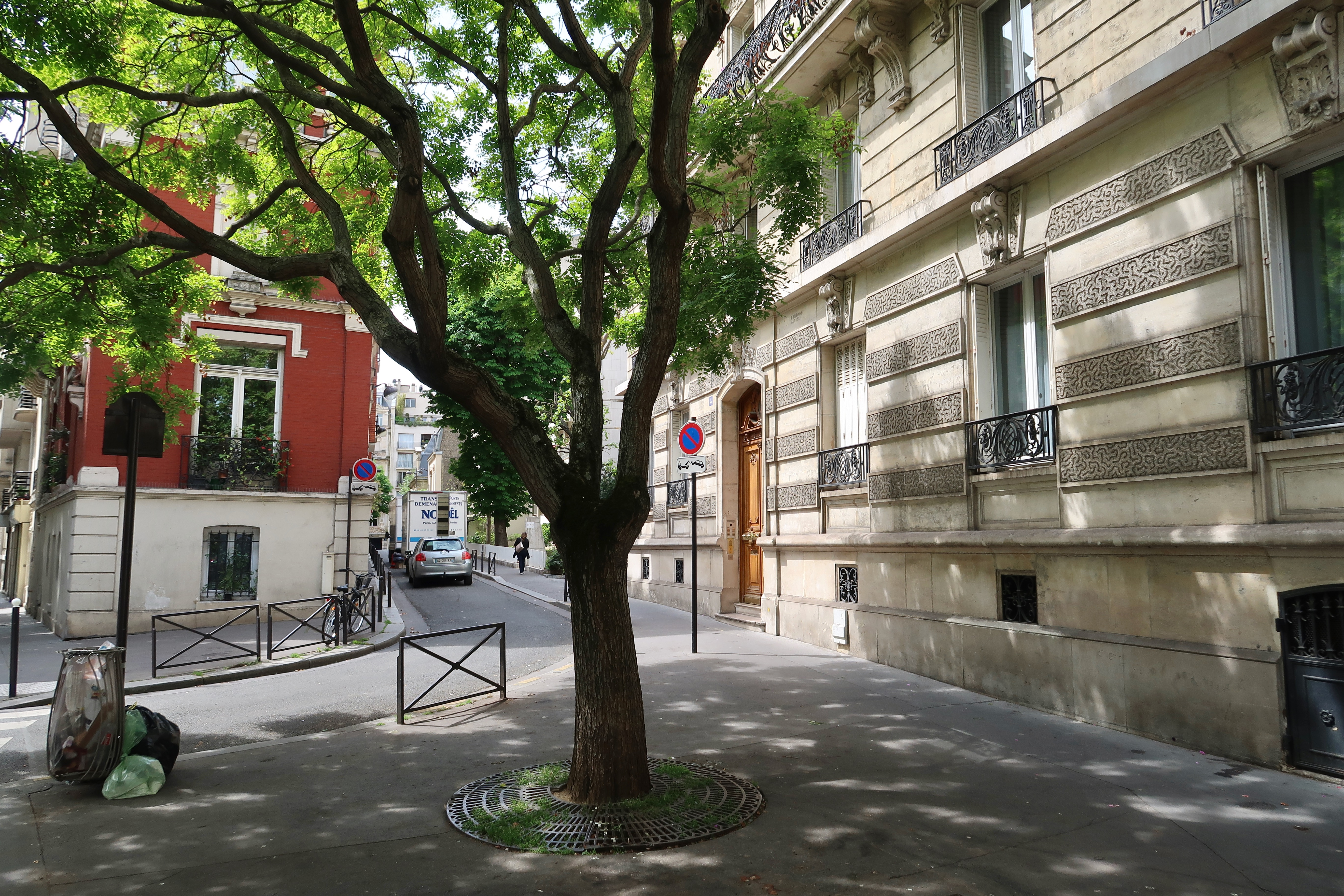
Même vue au printemps.
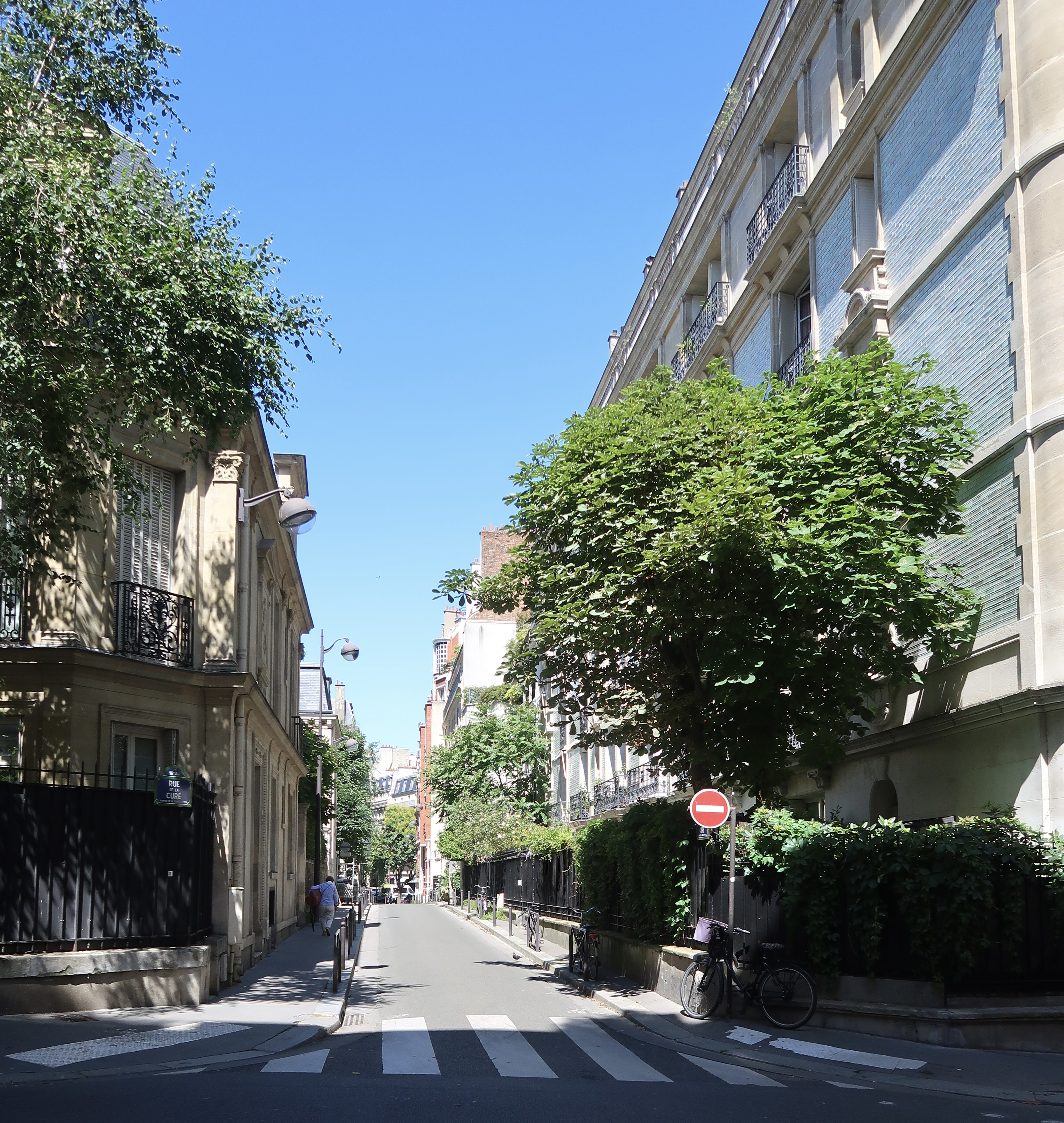
La rue vue depuis la rue de l'Yvette.

La rue est desservie au plus proche, avenue Mozart, par la ligne 9 du métro de Paris à la station Jasmin.

## Origine du nom
Elle est nommée d'après d'une source ferrugineuse d'Auteuil, jugée curative.
L'historien de Paris Jacques Hillairet estime pour sa part que la voie doit son nom au fait qu'un terrain proche appartenait autrefois à la cure de l'église d'Auteuil.

## Historique
Cette voie de l'ancienne commune d'Auteuil est classée dans la voirie parisienne par un décret du 23 mai 1863.
Elle commençait autrefois rue de l'Assomption ; une première rectification a lieu en 1877.
Un tronçon est supprimé par décret du 8 novembre 1883 et un autre prend le nom de « rue Jasmin » par arrêté préfectoral du 10 novembre 1885, alors que la voie finissait jusque-là rue Raffet.

## Bâtiments remarquables et lieux de mémoire
Deux sources d'eau jaillissaient rue de la Cure :
- La plus ancienne se trouvait en haut de l'ancienne rue de la Cure, sur le tronçon actuellement dévolu à la rue Jasmin. Les eaux d'Auteuil, « trois filets d'eau froide », sont découvertes en 1628. Le médecin de la Cour Pierre Habert d'Orgemont les prescrit pour soigner l'anémie et le foie. En 1720, une commission médicale les note ferrugineuses, « vitrioliques » et sulfureuses. Elles sont cependant moins célèbres que les eaux de Passy. Des travaux de canalisation menés en 1796 permettent de conduire la source, déjà accessible depuis un réservoir sur le premier site, jusqu'à un second au niveau de l'actuel croisement de la rue d'Auteuil et de la rue Donizetti, où est aménagée une fontaine. Son débit de 50 m³ / jour est réparti aux deux tiers pour la commune d'Auteuil, le reste étant dévolu à la propriété Boufflers. Mais le débit diminue, si bien que la conduite finit par être branchée sur l'eau de la Vanne[1].
- Entre le no 2 et le no 6, c'est-à-dire à la jonction avec l'avenue Mozart, jaillissait une autre source qui fut exploitée au XIXe siècle[3]. Elle est découverte en 1842 par l'archéologue Jules Quicherat et « proclamée souveraine pour éveiller l'appétit, guérir la chlorose et activer les fonctions digestives ». Deux litres en sortent par minute. En 1858, un chalet est construit dans un jardin situé à côté de la source, où de nombreux buveurs viennent se désaltérer. 140 000 bouteilles sont vendues par an et des pastilles sont fabriquées. Elle fonctionne jusqu'en 1894 puis la construction du métro entraîne sa disparition[1].

Autres édifices :
- Nos 13-15 : le bâtiment fait partie d'un complexe réalisé par l'architecte Jean Boussard, dont l'entrée principale est aux 76-78 avenue Mozart. Façade de couleur bleu.
- No 20 : bâtiment construit en 1890, ayant eu pour donneur d’ordre un nommé Schlumberger[4] ; un chimiste portant ce nom, Ernest Schlumberger, y a vécu et y est mort le 20 décembre 1938[5].

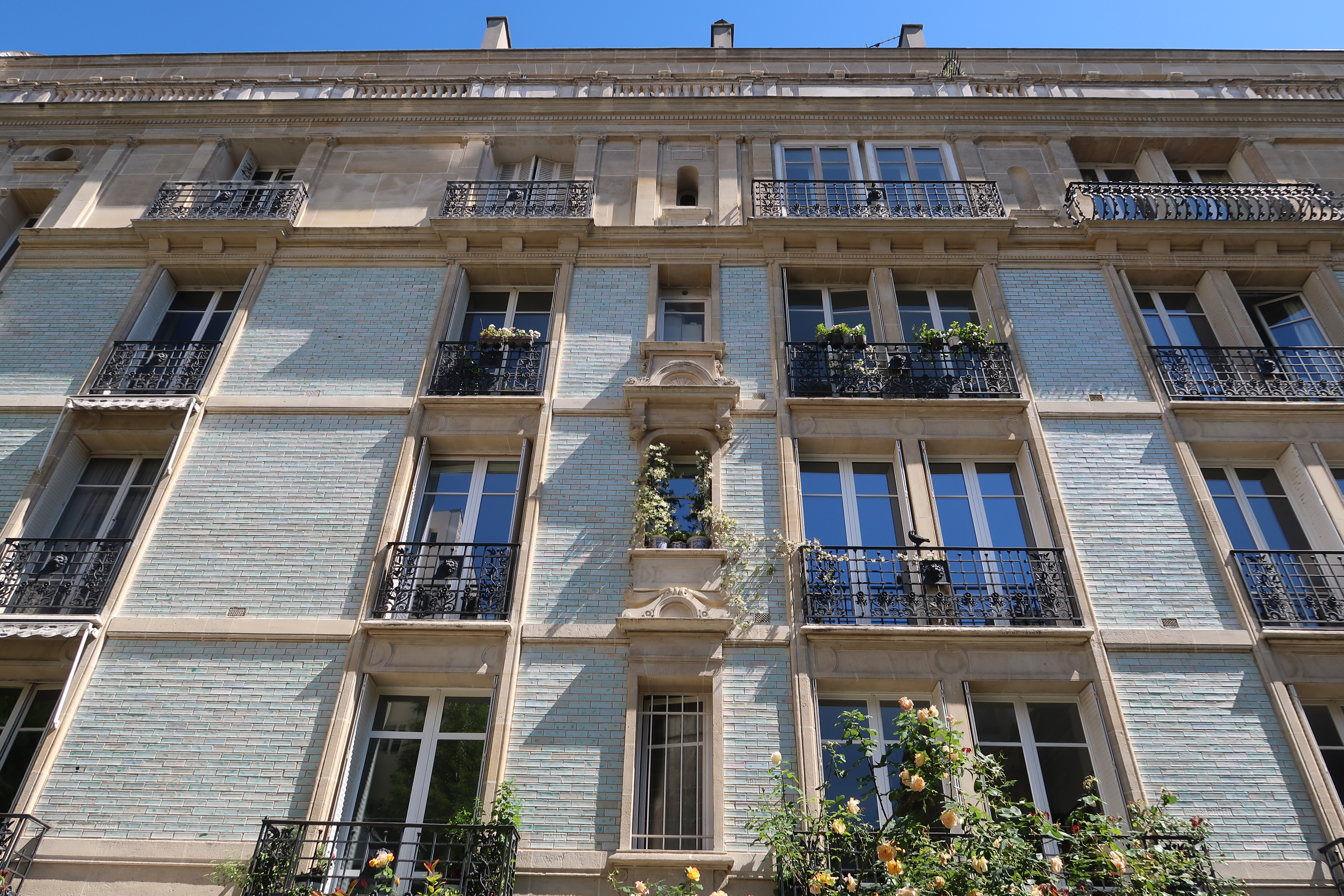
No 13-15.
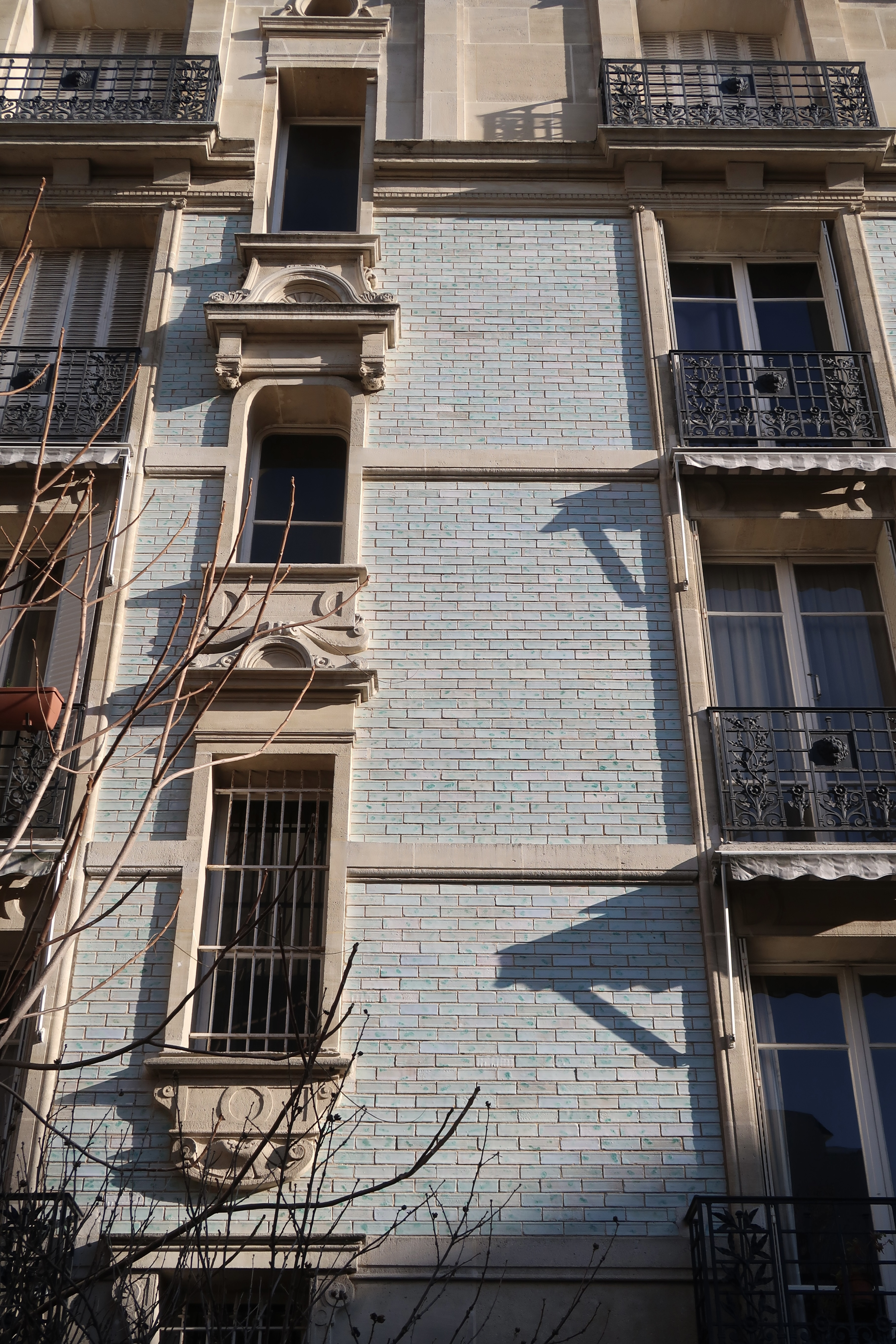
Détail.
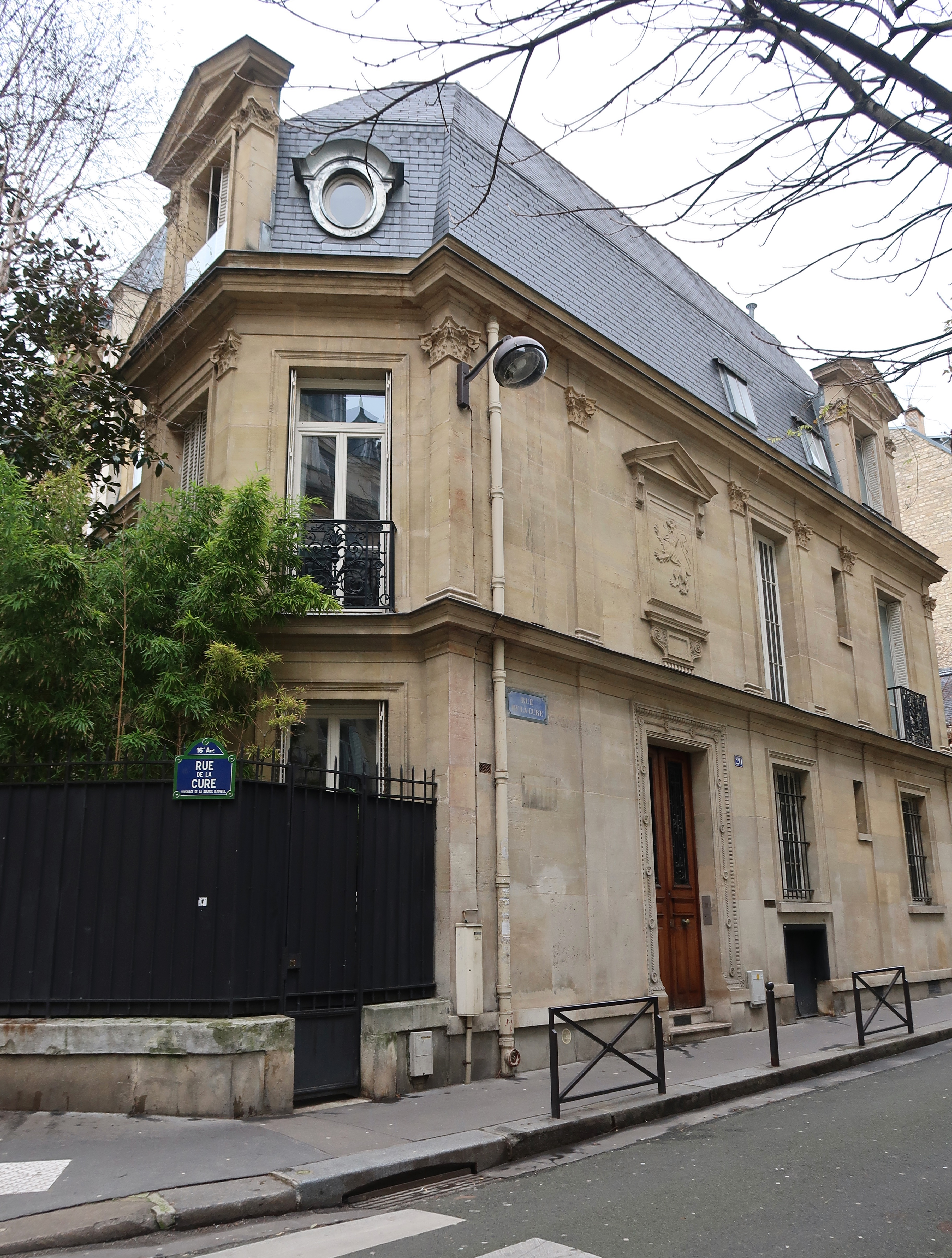
No 20.